# Anomochilus leonardi
Anomochilus leonardi là một loài rắn trong họ Anomochilidae. Loài này được Smith mô tả khoa học đầu tiên năm 1940.